# TER Bourgogne
A TER Bourgogne egy regionális vasúthálózat Franciaországban, a Burgundia régióban. Az összesen 18 vonalat alkotó hálózat 126 állomást szolgál ki, hossza 1139 km.

## Hálózat

### Vasút
| Járat                                   | Útvonal | Gyakoriság | Megjegyzés            |
| --------------------------------------- | --- | ---------- | --------------------- |
| 1                                       | Dijon ... Chalon-sur-Saône ... Mâcon-Ville ... Villefranche-sur-Saône ... Lyon-Part-Dieu                                               |            | expressz szolgáltatás |
| 2                                       | Montchanin ... Paray-le-Monial ... Moulins-sur-Allier                                                                                  |            |                       |
| 3                                       | Dijon ... Beaune ... Montchanin ... Étang-sur-Arroux ... Cercy ... Nevers                                                              |            |                       |
| 4                                       | Dijon - Montchanin - Etang - Autun |            |                       |
| 5                                       | Chalon-sur-Saône ... Montchanin |            |                       |
| 6                                       | Nevers ... Moulins-sur-Allier ... Paray-le-Monial ... Lamure-sur-Azergues ... Lozanne ... Saint-Germain-au-Mont-d'Or ... Lyon-Perrache |            |                       |
| 7                                       | Nevers - Cosne - Paris-Bercy |            |                       |
| 8                                       | Nevers - Moulins - Clermont |            |                       |
| 9                                       | Dijon ... Louhans - Saint-Amour - Bourg-en-Bresse                                                                                      |            |                       |
| 10                                      | Dijon ... Is-sur-Tille |            |                       |
| 11                                      | Dijon ... Montbard ... Laroche-Migennes ... Auxerre                                                                                    |            |                       |
| 12                                      | Dijon ↔ Les Laumes-Alésia ↔ Montbard ↔ Tonnerre ↔ Laroche-Migennes ↔ Sens ↔ Paris-Bercy                                                |            |                       |
| 14                                      | Corbigny ... Clamecy ... Cravant-Bazarnes ... Auxerre - Laroche-Migennes ... Sens - Paris-Bercy fővonal: Avallon ... Cravant-Bazarnes  |            |                       |
| 15                                      | Paris-Bercy - Sens ↔ Laroche-Migennes ↔ Auxerre fővonal: Paris-Lyon - Melun ↔ Moret-Véneux-les-Sablons ↔ Montereau ↔ Sens              |            |                       |
| † Nem minden vonat áll meg az állomáson | |            |                       |

### Busz
- 13 Autun - Avallon
- 16 Autun - Chagny
- 17 Châtillon-sur-Seine - Montbard
- 18 Clamecy - Avallon - Montbard

## Állomások listája
| Név                                         | Ország        | Közigazgatási egység | Vasútvonal                                                     | Szolgáltatások | Kép |
| ------------------------------------------- | ------------- | -------------------- | -------------------------------------------------------------- | -------------- | --- |
| Gare de triage et ateliers SNCF de Perrigny | Franciaország | Dijon                | Párizs–Marseille-vasútvonal Dijon-Ville-Saint-Amour-vasútvonal | TER Bourgogne  |     |

## Járművek
- SNCF Z 5600 sorozat
- SNCF Z 5300 sorozat

## Lásd még
- SNCF
- Transport express régional
- Réseau Ferré de France
- Franciaország vasútállomásainak listája
- Burgundia